# Oplontis
Oplontis bylo starověké římské město poblíž Pompejí. Dne 24. srpna roku 79 došlo v souvislosti s výbuchem sopky Vesuv k jeho zasypání vrstvou sopečného popela. Dnes na jeho místě stojí město Torre Annunziata.
Jednou z odkrytých budov je Villa Poppaea, vila císaře Nerona, jejíž archeologický výzkum proběhl v polovině 20. století a nyní je dostupná široké veřejnosti. Druhá vila na jeho místě patřící L. Crassiovi Tertiovi byla objevena roku 1974, 250 m východně od první vily během výstavby školní budovy. Byla pojmenována podle nálezu bronzového pečetidla nesoucího uvedené jméno. Většina zdejších archeologických nálezů je uchována v Národním archeologickém muzeu v Neapoli.